# Rakowo (województwo pomorskie)
Rakowo – osada w Polsce położona w województwie pomorskim, w powiecie nowodworskim, w gminie Nowy Dwór Gdański na obszarze Wielkich Żuław Malborskich. Wieś jest siedzibą sołectwa Rakowo w którego skład wchodzi również miejscowość Jazowa Druga.
W latach 1975–1998 miejscowość administracyjnie należała do województwa elbląskiego.
Inne miejscowości o nazwie Rakowo: Rakowo, Raków, Rakowice